# أليكس هاريس
أليكس هاريس (بالإنجليزية: Alex Harris)‏ (31 أغسطس 1994 بإدنبرة في المملكة المتحدة - ) هو لاعب كرة قدم بريطاني في مركز الوسط. شارك مع منتخب اسكتلندا تحت 19 سنة لكرة القدم. أما مع النوادي، فقد لعب مع كوين أوف ساوث ونادي هيبرنيان ونادي دندي.

## وصلات خارجية
- أليكس هاريس على موقع قاعدة بيانات كرة القدم.إي يو (الإنجليزية)
- أليكس هاريس على موقع Soccerbase.com (لاعب) (الإنجليزية)
- أليكس هاريس على موقع Soccerway.com (الإنجليزية)